# Orda
Pour les articles homonymes, voir Orda (homonymie).
Orda, mort en 1280, petit-fils de Gengis Khan, est le premier khan de la Horde blanche de 1227 à sa mort, gouvernant les territoires d'Asie centrale correspondant à l'actuel Kazakhstan. 

## Biographie
Orda est le fils de Djötchi, fils aîné de Gengis Khan, et le frère de Batu, conquérant (1237-1242) des steppes russes, premier khan de la Horde bleue.
Dans le cadre de la conquête, Orda est subordonné à Batu. Le 9 avril 1241, il est, selon Jean de Plan Carpin et Rashid al-Din, à la tête de l'armée mongole qui défait la noblesse polonaise à la bataille de Legnica (Liegnitz).
Il est ensuite placé à la tête d'un apanage qui comprend des territoires situés à l'est de la mer Caspienne ; cet apanage est désigné comme la Horde Blanche.
Vers 1251, il est remplacé par son fils, Khounguiran.